# Erri De Luca
Enrico Erri De Luca, född 20 maj 1950 i Neapel, är en italiensk författare av romaner, essäer och dikter, liksom översättare bland annat av böcker ur Gamla Testamentet. Ett par av hans romaner finns i svensk översättning (2011).

## Liv
Erri De Luca föddes i en medelklassfamilj. Efter gymnasiet for han som artonåring till Rom 1968 för att delta i det utomparlamentariska arbetet inom vänsterorganisationen Lotta Continua. På 1970-talet blev han en av denna rörelses ledande talesmän. Efter organisationens upplösning var De Luca fackligt verksam som arbetare vid Fiat i Turin och därefter på Catanias flygplats. Han har även försörjt sig som lagerarbetare, lastbilsförare och murare på arbetsplatser i Italien, Frankrike och Afrika. Under större delen av jugoslaviska krigen var han med om att köra nödhjälpskonvojer.
| ” | Bombangrepp ser jag som själva definitionen på ett terrordåd. Så, för att ta ställning mot handlingar av den arten, begångna av NATO och mitt eget land, tog jag mig över till den andra sidan. Där kunde jag uppleva likadana flygangreppssirener som min mor hade berättat för mig om när Neapel bombades av de allierade under andra världskriget. | „ |

## Verk
Erri De Luca debuterade 1989 med prosaboken Non ora, non qui ("Inte här, inte nu"), i vilken han återkallade minnet av sin barndom i Neapel. Den har följts av en strid ström av berättelser. Montedidio (2002) hör till hans mest kända.
2002 kom hans första diktsamling, Opera sull'acqua e altre poesie.
Han har varit verksam som översättare också och är självlärd vad gäller språk som bibelhebreiska, jiddisch och ryska. År 1994 gav han ut en första egen översättning av böcker ur Gamla Testamentet, då den bibliska berättelsen om uttåget ur Egypten kom, tillsammans med berättelsen om Naomi i Ruts bok. 2005 utkom hans översättning av Aleksandr Pusjkins romantiska versdramaversion av Stengästen, om den legendariske Don Juan.
Tillsammans med de italienska musikerna Gianmaria Testa och Gabriele Mirabassi skapade han 2007 en föreställning om Don Quijote kallad Chisciotte e gli invincibili. Il racconto, i versi, la musica. ("Quijote och de oslagbara. Berättelsen, verserna, musiken.") Den finns även utgiven som bok. 
| ” | Oslagbar är inte den som alltid vinner, utan den som, nedslagen om och omigen, reser sig för att fortsätta slåss. | „ |

### Svenska översättningar
- Dagen före lyckan (Il giorno prima della felicità) (övers. Tobias Lorentzson, Akvilon, 2011) ISBN 978-91-977405-5-5
- Montedidio (Montedidio) (övers. Viveca Melander, Grate, 2011) ISBN 978-91-86497-05-7

## Franska och tyska litteraturpriser
- 1994: Prix France Culture (för Aceto, arcobaleno)
- 2000: Prix Laure Bataillon (förTre Cavalli)
- 2002: Prix Femina Étranger (för Montedidio)
- 2010: Petrarcapriset (för hela sin författargärning)